# Yasodharapura

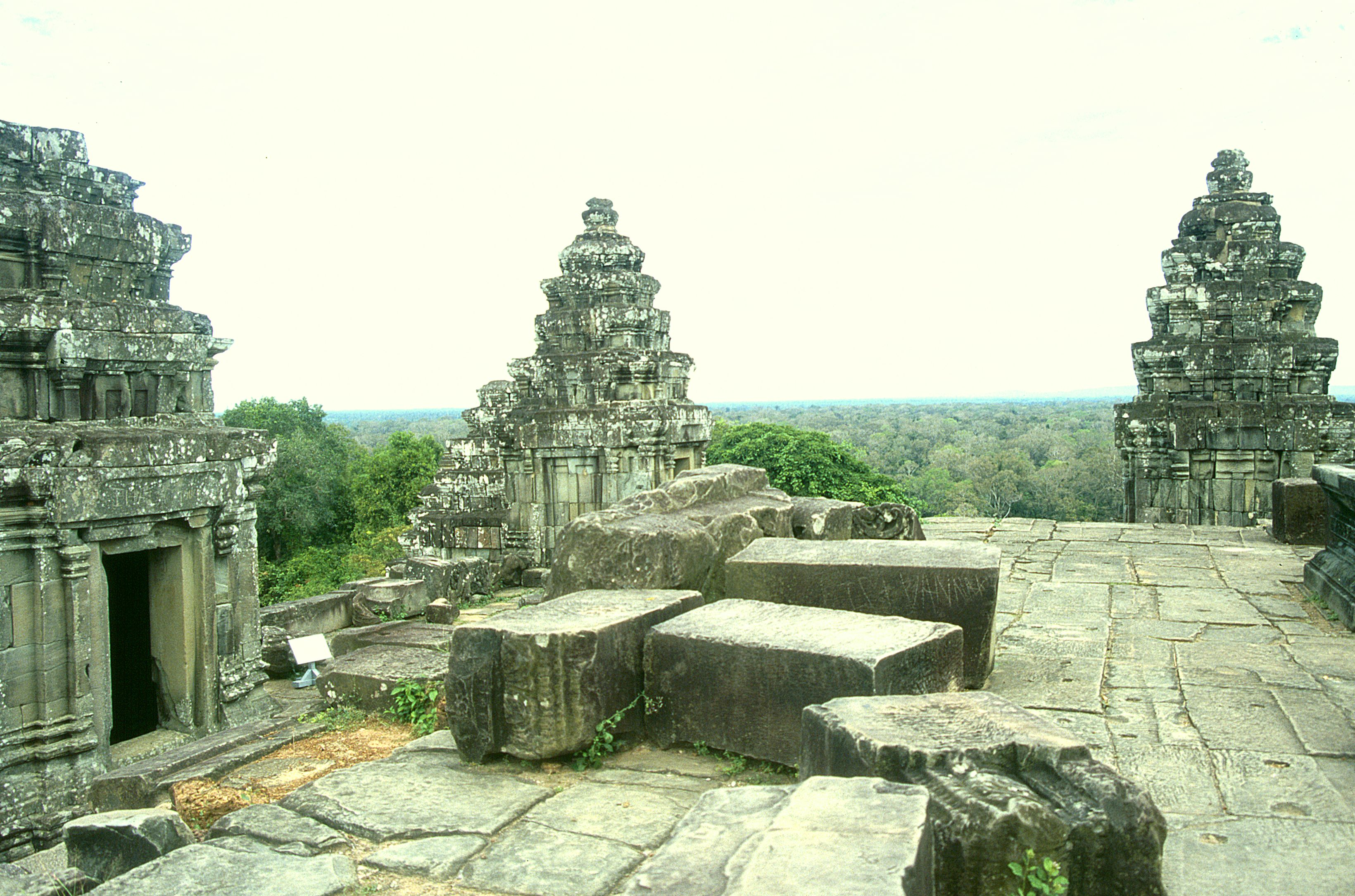
Parte superior de Phnom Bakheng, alrededor del cual se asentó Yasodharapura

Yasodharapura (en camboyano: យសោធរបុរ; en sánscrito: यशोधरपुर, "Yaśōdharapura") es una ciudad que fue la segunda capital del imperio jemer, establecida por el rey Yasovarman I a fines del siglo IX y centrada en el templo de Phnom Bakheng, en Angkor.: 103 : 64 
En las inscripciones, se refería a Yasodharapura como Phnom Kandal (Montaña Central). Phnom Bakheng fue construida justo antes de la fundación de Yasodharapura debido a la creencia de Yasovarman de que la montaña estaba entre los lugares más santos para adorar a las deidades hindúes. Yashodharapura estuvo conectada con una capital más antigua, Hariharalaya, por una calzada elevada. El complejo urbano incluyó el baray de Yashodharatataka.: 64–65 
Las capitales construidas en el área fueron denominadas como Yasodharapura. Una de aquellos es Angkor Thom, centrada en el templo bayón por el rey Jayavarman VII (1181-1218).
En 1352, el rey U Thong (también conocido como Ramathibodi I del reino de Ayutthaya) asedió la ciudad. El reino de Ayutthaya tuvieron éxito al capturar la ciudad al año siguiente, colocando a uno de sus príncipes en el trono. En 1357 el imperio jemer la recuperó.: 236  Angkor Thom fue incursionado y abandonado en el siglo XV por el rey Borommarachathirat II de Ayutthaya.